# زبان بینابینی
زبان بینابینی (انگلیسی: Interlanguage) سیستم زبانی منحصربه‌فردی است که در رویه یادگیری زبان دوم یا خارجی شکل می‌گیرد و در آن زبان‌آموزان بر اساس سیستم قاعده‌مند خود، اشکالی را تولید می‌کنند که نه بازتاب‌دهنده زبان بومی ایشان هستند و نه از قواعد زبان مقصد پیروی می‌کنند. این اصطلاح را لری سلینکر در سال ۱۹۷۲ ابداع نمود.